# Педагогический факультет Хельсинкского университета
Педагогический факультет Хельсинкского университета — один из 11 факультетов Хельсинкского университета.
Педагогический факультет имеет две департамента: отдел образования и интернатуры, а также подразделения, принадлежащие первому отделу.
На факультете обучаются следующим степеням: бакалавриат, магистратура и докторантура.

## История
Первая профессура в области образования была учреждена в 1852 году на кафедре истории и лингвистики философского факультета Императорского Александровского университета.
Педагогические науки были разделены на Отдел педагогических наук философского факультета в 1974 году, а в 1992 году — на факультет педагогических наук.
В 2004 году к педагогическому факультету были добавлены кафедры психологии и речевых наук гуманитарного факультета, а название факультета было изменено на факультет поведенческих наук.
В начале 2017 года предметы психологии и логопедии переведены на медицинский факультет, а фонетики и когнитивных наук на гуманитарный факультет. Факультет был переименован в Педагогический факультет.

## Здания
Большая часть деятельности факультета осуществляется в центральном кампусе университета, на набережной Силтавуори в Круунунхаке . Педагогическая школа Вийкки при Хельсинкском университете находится на улице Кевадкату, а Нормальный лицей — на улице Ратакату.

## Деятельность
На педагогическом факультете вы можете получить степень бакалавра образования, степень магистра и доктора образования.
Области обучения в бакалавриате и магистратуре: учитель дошкольного образования (только бакалавр), классный руководитель, учитель экономики дома, учитель ремесел, специальное образование, дошкольное образование (только магистр), а также общее образование и образование для взрослых.
Диплом можно получить на финском или шведском языке.
На педагогическом факультете также могут быть завершены педагогические занятия (так называемые курсы учителей-предметников), которые дают широкий спектр педагогических квалификаций для выполнения обязанностей учителя на разных уровнях школы и образовательных учреждений.
Осенью 2019 года была запущена специализация Learning and Teaching in Digital Environment.
Осенью 2020 года на факультете начнется международная магистерская программа «Изменение образования».
Студенческая организация студентов педагогического факультета — Condus ry.